# Vitry-lès-Nogent
Vitry-lès-Nogent è un comune francese di 181 abitanti situato nel dipartimento dell'Alta Marna nella regione del Grand Est.

## Società

### Evoluzione demografica
Abitanti censiti